# Лисичанський медичний фаховий коледж
Лисича́нський меди́чний фахови́й ко́ледж — заклад фахової передвищої освіти в місті Лисичанську Луганської області. Забезпечує підготовку молодших фахових бакалаврів у галузі знань «Охорона здоров'я» за спеціальністю «Медсестринство» за двома освітньо-професійними програмами: «Лікувальна справа» (фельдшер) та «Сестринська справа» (медична сестра).
Має навчальний корпус із кабінетами та лабораторіями, тренажерну й актову зали, бібліотеку із фондом понад 57 тисяч примірників і понад 50 періодичних видань, читальну залу, їдальню, медичний пункт і гуртожиток.

## Історія
В 1931 році в місті Верхньому при лікарні імені Леніна Лисичанська Райздоровінспектура відкрила вечірній медичний технікум. Першочергово заклад приймав робітників підприємств та лікувальних установ, а також колгоспників зі знаннями за чотирирічку, а вже з 1932 року — набирав учнів на базі семирічної освіти.
В 1933—1934 роках медичний технікум отримав власне приміщення, а наступного навчального року — перейменований у Верхнянську фельдшерську школу.
Від початку німецько-радянської війни 1941 року в школі не проводили навчання — на її базі функціонувало інфекційне відділення. Навчальний процес відновили лише 1944 року після деокупації України.
Через гостру потребу медичних працівників 1945 року фельдшерську школу реорганізували у дворічну школу медичних сестер, а 1954 року — у медичне училище. Тоді почали готувати не лише медсестер, а й фельдшерів та акушерів.
В 1967 році ЛМУ отримало нове приміщення, а 1979 — завершене будівництво нового гуртожитку.
В 1996 році заклад набув статусу державного, а у 2017 — став медичним коледжем.